# Termistor

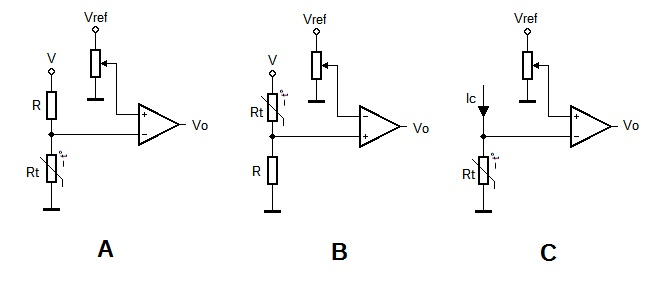
Detectare a temperaturii cu termistor NTC

Un termistor este un tip de rezistor a cărui rezistență este dependentă de temperatură, mai mult decât în rezistențele standard. Mai specific, un termistor are o variație mare a rezistenței în funcție de temperatura corpului lor. Cuvântul termistor este un portmantou de termică și rezistență. Termistoarele sunt utilizate pe scară largă ca limitatori de curent de intrare, senzori de temperatură (de obicei coeficient de temperatură negativ sau tipul NTC), protectori de supra-curent cu auto-resetare și elemente de încălzire autoreglabile (de obicei, coeficient de temperatură pozitiv sau tip PTC).
Termistorii sunt de două tipuri fundamentale opuse:
- Cu termistorii NTC (coeficient negativ de temperatură), rezistența scade odată cu creșterea temperaturii. Un NTC este utilizat în mod obișnuit ca senzor de temperatură sau în serie cu un circuit ca limitator de curent de intrare. Au cea mai largă utilizare în măsurarea temperaturii fluidelor și solidelor.[1]
- Cu termistorii PTC (coeficient pozitiv de temperatură), rezistența crește pe măsură ce temperatura crește. Termistorii PTC sunt de obicei instalați în serie cu un circuit și sunt folosiți pentru a proteja împotriva condițiilor de supracurent, cum ar fi resetarea siguranțelor.

Termistorii sunt produși în general folosind oxizi metalici pudrați. Cu formule și tehnici extrem de îmbunătățite în ultimii 20 de ani, termistorii NTC pot acum obține precizie și precizie pe intervale largi de temperatură, cum ar fi ±0,1°C sau ±0,2°C de la 0 ° C la 70°C, cu stabilitate excelentă pe termen lung. Elementele termistor NTC vin în mai multe stiluri, cum ar fi încapsulate in sticla, cu terminale axiale (diode DO-35, DO-34 și DO-41), cipuri acoperite cu sticlă, sticlă sau plumb epoxidic izolat și montare pe suprafață , precum și tije și discuri. Intervalul de temperatură de funcționare tipic al unui termistor este de la -55°C la +150°C, deși unele termistoare cu capsula de sticlă au o temperatură maximă de operare de +300°C.